# Rogers City
Rogers City è un comune degli Stati Uniti d'America, situato nello Stato del Michigan, nella contea di Presque Isle, della quale è il capoluogo.